# Nicola Pozzi
Nicola Pozzi (ur. 30 czerwca 1986 w Santarcangelo di Romagna) – włoski piłkarz występujący na pozycji napastnika.

## Kariera klubowa
Nicola Pozzi zawodową karierę rozpoczął w 2002 w zespole AC Cesena. Przez półtora sezonu rozegrał dziewiętnaście meczów i strzelił cztery gole w Serie A, po czym został zauważony przez działaczy Milanu i kupiony do tego klubu w styczniu 2004. W nowym klubie nie udało mu się jednak zadebiutować i w sezonie 2004/2005 był wypożyczany do innych drużyn. Najpierw reprezentował barwy SSC Napoli, a następnie Pescary Calcio, jednak w obu tych klubach pełnił rolę rezerwowego i rzadko kiedy dostawał szanse występów.
Po zakończeniu rozgrywek połowę praw do karty Pozziego wykupiło Empoli FC. W nowym zespole zadebiutował w Serie A, kiedy 28 sierpnia Empoli przegrało na wyjeździe z Udinese Calcio 0:1. 9 grudnia 2007 włoski napastnik strzelił wszystkie bramki dla swojej drużyny w wygranym 4:1 spotkaniu przeciwko Cagliari Calcio. W 67 minucie tego pojedynku Pozzi został zmieniony przez Lukę Saudatiego. 17 lutego 2008 podczas wygranego 3:1 wyjazdowego meczu z Napoli wychowanek Ceseny zdobył dwa gole, jednak później z powodu kontuzji musiał opuścić plac gry. Diagnoza wykazała, że Pozzi zerwał więzadła w kolanie i uraz ten wykluczył go z gry do końca sezonu. Na początku sezonu 2008/2009 Włoch stał się pełnoprawnym graczem Empoli, które wykupiło drugą połowę jego karty od Milanu.
31 sierpnia 2009 Pozzi został wypożyczony do Sampdorii, gdzie został rezerwowym. 14 marca 2010 w zremisowanym 1:1 meczu z Bologną doznał kontuzji kolana, która początkowo miała wykluczył go z gry do końca sezonu. Ostatecznie Pozzi na boisko powrócił jednak na początku maju. Po zakończeniu rozgrywek działacze Sampdorii wykupili włoskiego gracza z Empoli na stałe.

## Kariera reprezentacyjna
Pozzi ma za sobą występy w młodzieżowych reprezentacjach Włoch. Grał w zespołach do lat 17, 18, 20 oraz 21. W zespole do lat 21 zadebiutował 15 sierpnia 2006 w zremisowanym 0:0 meczu z młodzieżową reprezentacją Chorwacji.